# David Nakhid
David Nakhid (né le 15 mai 1964 à Port-d'Espagne à Trinité-et-Tobago) est un footballeur international trinidadien, qui évoluait au poste de milieu de terrain.

## Biographie

### Carrière en sélection
Avec l'équipe de Trinité-et-Tobago, il joue 35 matchs (pour 8 buts inscrits) entre 1992 et 2004[réf. nécessaire]. 
Il figure dans le groupe des sélectionnés lors des Gold Cup de 1996, de 1998 et de 2000. Il est demi-finaliste de la compétition lors de l'année 2000.
Il joue également six matchs comptant pour les tours préliminaires de la coupe du monde, lors des éditions 1994, 1998 et 2006.

### Conversion
Après sa carrière de joueur, il s'installe au Liban où il dirige un centre de formation de jeunes footballeurs. Le 12 août 2015, il annonce sa candidature à la présidence de la FIFA pour succéder à Sepp Blatter.

## Palmarès
| Grasshopper Zurich - Coupe de Suisse (1) : - Vainqueur : 1993-94. - Finaliste : 1992-93. |  | Al Ansar - Championnat du Liban (2) : - Champion : 1995-96 et 1996-97. - Coupe du Liban (2) : - Vainqueur : 1995-96 et 2001-02. - Finaliste : 1996-97 et 2000-01. - Supercoupe du Liban (2) : - Vainqueur : 1996 et 1997. - Finaliste : 2002. |